# 細尾鬚鰍
細尾鬚鰍（學名：Barbatula potaninorum）為輻鰭魚綱鯉形目條鰍科鬚鰍屬的其中一種。分布於亞洲中國內蒙古自治區淡水流域，體長可達10.5公分，棲息在底層水域，生活習性不明。

## 扩展阅读
維基物種上的相關：細尾鬚鰍